# 경남고등학교
경남고등학교(慶南高等學校)는 대한민국 부산광역시 서구 동대신동3가에 있는 공립 고등학교이다.

## 학교 연혁
- 1942년 4월 30일 : 부산 제2공립중학교 개교
- 1945년 10월 1일 : 8,15해방 후 중등학교 재개에 따라 개교
- 1946년 3월 6일 : 경남공립중학교로 개명
- 1951년 8월 31일 : 학제 개편에 따라 부산 제1고등학교(15학급)와 부산 서중학교(24학급)로 분리 개편
- 1952년 3월 20일 : 고등학교 제1회(통산 6회) 졸업식 거행
- 1953년 8월 19일 : 경남고등학교로 개명
- 1956년 11월 20일 : 원형교사(덕형관) 준공
- 1967년 10월 31일 : 과학관 준공 1973. 10. 22
- 1978년 9월 15일 : 본관 16개 교실 및 별관교사 준공
- 1982년 9월 6일 : 학칙 변경 인가(학급 증가 완성 36학급)
- 1986년 4월 30일 : 체육관 및 국산기념관 개관
- 1994년 3월 17일 : 신관 25개 교실 준공
- 2008년 6월 26일 : 남애관(야구부 기숙사) 건립 (제21회 동문 기증)
- 2009년 10월 14일 : 부산광역시교육청 자율학교 지정
- 2009년 12월 3일 : 우정학사(학생 기숙사) 준공 (기증 부영건설)
- 2010년 3월 1일 : 교육과학기술부 지정 교육과정 혁신학교(교과교실제 A형) 운영
- 2013년 10월 29일 : 덕형관(원형관) 문화재 제568호 등록
- 2013년 3월 1일 : 자율형공립고등학교 지정.운영(2018.02.28)
- 2021년 3월 2일 : 제22대 백영선 교장 취임
- 2024년 3월 1일 : 자율형공립고2.0 연구학교 지정 (2024.03.01.~2029.02.28. 5년간 운영)
- 2025년 2월 6일 : 제79회 졸업식 (164명) (총 졸업생 34,286명)

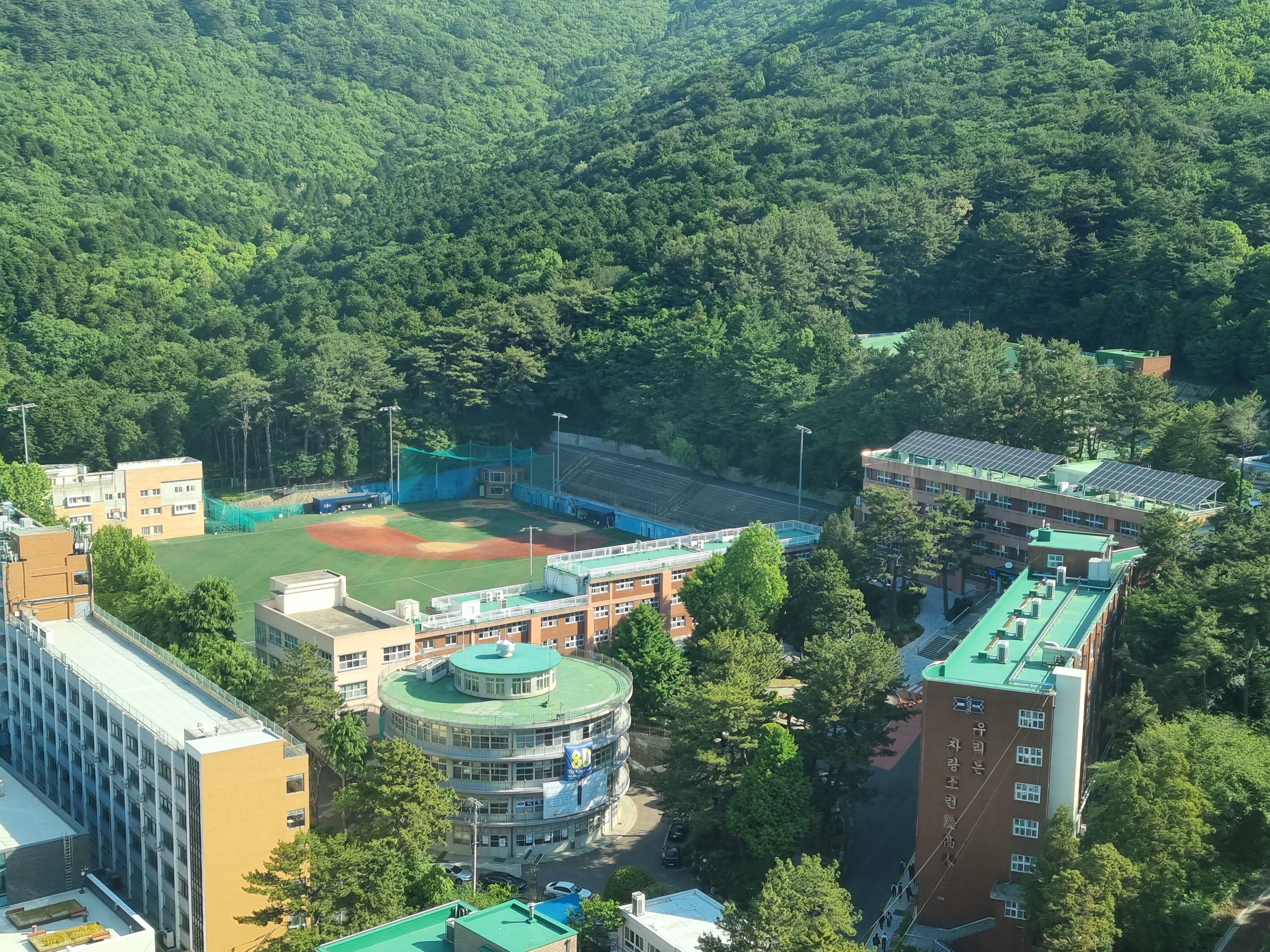
경고 전경

## 참고 자료
- 경남고등학교 - 한국교육학술정보원 학교알리미